# Rugby Parma F.C. 1931 2002-2003

## Super 10 2002-03

### Stagione regolare
| Incontro                  | Andata | Ritorno |
| ------------------------- | ------ | ------- |
| Parma — Amat. & Calvisano | 11-32  | 20-24   |
| Viadana — Parma           | 45-17  | 17-31   |
| Parma — Rugby Roma        | 39-3   | 29-26   |
| Parma — Petrarca          | 23-23  | 28-31   |
| Silea — Parma             | 18-26  | 14-12   |
| Parma — L’Aquila          | 32-27  | 10-32   |
| Rovigo — Parma            | 16-27  | 22-34   |
| Parma — GRAN Parma        | 13-8   | 26-19   |
| Benetton — Parma          | 41-23  | 42-28   |

#### Risultati della stagione regolare
| Posizione | G  | V | N | P | PF  | PS  | DP  | B | Pt |
| --------- | -- | - | - | - | --- | --- | --- | - | -- |
| 5ª        | 18 | 9 | 1 | 8 | 429 | 440 | -11 | 5 | 43 |

## Coppa Italia 2002-03

### Prima fase
| Incontro           | Risultato |
| ------------------ | --------- |
| Rugby Roma — Parma | 12-41     |
| Parma — Viadana    | 19-47     |

#### Risultati della prima fase
| Posizione | G | V | N | P | PF | PS | DP | B | Pt |
| --------- | - | - | - | - | -- | -- | -- | - | -- |
| 2ª        | 2 | 1 | 0 | 1 | 60 | 59 | +1 | 1 | 5  |

## European Challenge Cup 2002-03

### Sedicesimi di finale
| Incontro             | Andata | Ritorno |
| -------------------- | ------ | ------- |
| Parma — London Wasps | 24-40  | 0-42    |

## European Shield 2002-03

### Ottavi di finale
| Incontro           | Andata | Ritorno |
| ------------------ | ------ | ------- |
| Alcobendas — Parma | 26-19  | 13-26   |

### Quarti di finale
| Incontro           | Andata | Ritorno |
| ------------------ | ------ | ------- |
| Parma — Caerphilly | 15-10  | 28-41   |

## Verdetti
- Parma qualificato alla European Challenge Cup 2003-04.